# HMS Hurricane (H06)
«Харрікейн» (H06) (англ. HMS Hurricane (H06) — військовий корабель, ескадрений міноносець типу «H» Королівського військово-морського флоту Великої Британії за часів Другої світової війни.
«Харрікейн» був закладений 30 червня 1938 року на верфі компанії Vickers-Armstrongs у Барроу-ін-Фернес на замовлення бразильських ВМС під назвою «Жапура». Однак, через початок війни в Європі, британське адміралтейство придбало корабель на користь власного флоту та перейменувало його на «Харрікейн». 29 вересня 1939 року він був спущений на воду, а 21 червня 1940 року увійшов до складу Королівських ВМС Великої Британії.
Есмінець брав участь у бойових діях на морі в Другій світовій війні, бився в Північній Атлантиці, біля берегів Африки, супроводжував конвої. За проявлену мужність та стійкість у боях бойовий корабель заохочений двома бойовими відзнаками.
24 грудня 1943 року під час супроводження конвою OS 62 потоплений німецьким підводним човном U-415.

## Історія

### 1940
У листопаді 1940 року есмінець включений до 4-ї ескортної групи, що базувалася на Грінок, для захисту атлантичних конвоїв. 2 листопада разом з «Антилопою» ескортував конвой OB 237. Взяв участь у пошуку німецької субмарини U-31, однак, через відмову ASDIC, невдало. Згодом есмінець увійшов до складу ескорту конвою HX 83.
У ніч з 7 на 8 травня 1941 року «Харрікейн», що входив до сил 9-ї флотилії есмінців Домашнього флоту, був уражений авіаційною бомбою під час нальоту Люфтваффе на Ліверпуль. Бомба пробила корпус корабля наскрізь та вибухнула під ним. Структура есмінця сильно постраждала, втім жоден член екіпажу не постраждав.
24 грудня 1943 року під час супроводження конвою OS 62 британський есмінець був уражений торпедою G7es німецького підводного човна U-415. Внаслідок влучення загинули три чоловіки та ще дев'ять дістали поранень. Наступного ранку смертельно поранений корабель був затоплений есмінцем «Вотчмен».